# Thaumatogelis numidicus
Thaumatogelis numidicus är en stekelart som först beskrevs av Thomson 1885.  Thaumatogelis numidicus ingår i släktet Thaumatogelis och familjen brokparasitsteklar. Inga underarter finns listade i Catalogue of Life.